# El Universal (México)
El Universal es un diario mexicano fundado en el año 1916 en Ciudad de México. Es uno de los diarios de mayor circulación en México. La circulación de la edición impresa de El Universal es de más de 133 400 ejemplares. En el año 2013, su sitio web afirmó tener un promedio de más de 16 millones de visitantes únicos cada mes, con 140 millones de visitas a la página y 4 millones de seguidores en Facebook. Se considera el periódico de referencia de México al ser el más antiguo en circulación a nivel nacional.

## Historia
El Universal se fundó el 1 de octubre de 1916 en Querétaro, por Félix Fulgencio Palavicini, con la finalidad de dar a conocer los postulados emanados de la Revolución mexicana al comenzar el Congreso Constituyente.
Fue de los primeros periódicos provisto de una máquina de imprenta rotativa Goss.[cita requerida] En esa máquina se imprimió la primera Constitución Política de los Estados Unidos Mexicanos en 1917.
El diario tuvo ideologías de antirreeleccionismo, apego a las garantías constitucionales,[cita requerida] libertad de expresión e igualdad jurídica de la mujer.
En enero de 1921 se adoptó el lema de «El Gran Diario Independiente de México».
Fue el primer periódico en lanzar una edición vespertina: El Universal Gráfico, el cual apareció el 1 de febrero de 1922. En esa década de los veinte, la redacción y los talleres se mudan a las calles de Bucareli e Iturbide, respectivamente.
A partir del año de 1927, El Universal comienza a ser manejado por la familia Lanz Duret, cuyos miembros aparecen como accionistas del periódico, hasta ahora.

## Organización

### Compañía Periodística Nacional
La Compañía Periodística Nacional es la editora del diario El Universal y de El Gráfico.
| Presidente                             | Periodo                                     |
| -------------------------------------- | ------------------------------------------- |
| Félix Fulgencio Palavicini             | 1 de octubre de 1916-3 de abril de 1923     |
| Miguel Lanz Duret                      | 3 de abril de 1923-22 de noviembre de 1940  |
| Miguel Lanz Duret Sierra               | 25 de noviembre de 1940-24 de marzo de 1959 |
| Francisca Dolores Valdés de Lanz Duret | 4 de abril de 1959-1968                     |
| Miguel Lanz Duret Valdés               | 1968-23 de octubre de 1969                  |
| Juan Francisco Ealy Ortiz              | 23 de octubre de 1969-                      |

### Directores editoriales
| Director editorial          | Periodo                       |
| --------------------------- | ----------------------------- |
| Roberto Rock Lechón         | 1996-2002 2002-2007 2010-2013 |
| Ramón Alberto Garza García  | 2002                          |
| Raymundo Riva Palacio       | 2007-2008                     |
| Jorge Zepeda Patterson      | 2008-2010                     |
| Francisco Santiago Guerrero | 2013-2017                     |
| David Aponte Hurtazo        | 2017-                         |

## Refundación multimedia
El Universal lanzó el 17 de junio de 2008 un sitio de internet. El portal se ha convertido en uno de los sitios web de periódicos de habla hispana más visitados del mundo con 507 000 usuarios únicos al día y 5.2 millones de usuarios únicos al mes, según cifras del sitio de El Universal. 

### Grupo de Diarios de América (GDA)
El 19 de abril de 2012, el presidente ejecutivo y del consejo de administración de El Universal, Juan Francisco Ealy Ortiz, asumió la presidencia del Grupo de Diarios América (GDA).

## Colaboradores

#### Columnistas
- Carlos Loret de Mola
- Salvador García Soto
- Ricardo Raphael
- Héctor de Mauleón
- Paola Rojas
- Alejandro Hope
- León Krauze
- Ana Paula Ordorica
- Ricardo Rocha
- Ana Francisca Vega
- Irene Levy
- Roberto Rock
- Sabina Berman
- Francisco Martín Moreno
- Carlos Alazraki
- Lorenzo Meyer
- Christopher Domínguez Michael
- Elisa Alanís Zurutuza
- Raúl Rodríguez Cortés
- Javier Tejado Dondé
- Hernán Gómez Bruera

#### Articulistas
- Leonardo Curzio

- Gaby Vargas
- José Antonio Crespo Mendoza
- Margarita Zavala
- Mauricio Meschoulam
- Mauricio Merino
- Arnoldo Kraus
- David Huerta
- José Carreño Carlón
- Gabriel Guerra Castellanos
- Jean Meyer
- Miguel Carbonell
- Guillermo Sheridan
- Alberto Aziz Nassif
- Sara Sefchovich
- Alfonso Zárate
- Guillermo Fadanelli
- Uriel Santiago Velasco[20]
- Nelson Vargas
- Porfirio Muñoz Ledo
- Enrique de la Madrid Cordero
- Jesús Zambrano Grijalva
- Luis Felipe Bravo Mena
- José González Morfín
- Tatiana Clouthier Carrillo
- José Luis Luege Tamargo
- Miguel Alemán Velasco
- Agustín Basave Benítez
- Juan Ramón de la Fuente
- Boris Ulloa Mansilla

## Controversias
- El diario ha sido acusado por la izquierda mexicana de tener una línea editorial cercana al gobierno en periodos clave de la historia de México. El 3 de octubre de 1968, en la mañana posterior a la "masacre" del Movimiento de 1968 del 2 de octubre, el encabezado del periódico fue: «Tlatelolco, Campo de Batalla» y uno de los subencabezados titulaba:«Durante Varias Horas Terroristas y Soldados Sostuvieron Rudo Combate». Ante este reclamo editorial, el periódico ha dado como respuesta: «Podemos decir con orgullo que “El Universal” cubrió adecuadamente los hechos de esos 71 días. Tal vez, como muchos medios de la época, con excesiva confianza en la palabra gubernamental, pero con honestidad».[21]
- El 3 de diciembre de 2012, el politólogo y urbanista Andrés Lajous escribió una columna en Animal Político, justificando su salida de El Universal por modificar el título de una de sus columnas de «El robo de vehículos durante el gobierno de Peña Nieto»[22] ", en referencia a Enrique Peña Nieto cuando era gobernador del Estado de México, por «El robo de vehículos en Edomex», publicado el 13 de abril de 2012.[23] En su artículo, el politólogo argumenta que cuando trató de buscar una respuesta del cambio por los editores; uno de ellos le dijo «la decisión fue de último momento y vino desde arriba», prometiéndole una nueva versión modificada, la cual nunca llegó. Por este incidente, Lajous renunció al diario unos meses después por sentir que «no tenía garantizado un espacio libre».[24]

- El 25 de diciembre de 2017, el diario The New York Times publicó un artículo titulado «Using Billions in Government Cash, Mexico Controls News Media»[25] señalando a El Universal de ser el mayor receptor de dinero gubernamental en materia de publicidad, «convirtiéndose en un perro de ataque del gobierno frente a las elecciones del siguiente año (2018)».[25] El diario mexicano publicó una respuesta pública el 26 de diciembre de 2017[26] donde se limita a decir que la información de The New York Times es falsa y parcial.